# Trio Pantoum
Le Trio Pantoum est un ensemble de musique de chambre français fondé en 2016. Il est composé du violoniste Hugo Meder, du violoncelliste Bo-Geun Park et du pianiste Kojiro Okada,,. Le trio s’est distingué dans plusieurs concours internationaux, remportant notamment le premier prix à l'International Joseph Haydn Chamber Music Competition à Vienne,, le premier prix au Concours International de Musique de Chambre Trio di Trieste, ainsi que le troisième prix au Concours international de musique de l'ARD à Munich,.

## Historique
Le Trio Pantoum a été fondé en 2016 au Conservatoire National Supérieur de Musique et de Danse de Paris. Il se fait rapidement remarquer dans plusieurs concours internationaux, remportant notamment le premier prix à l'International Joseph Haydn Chamber Music Competition à Vienne en 2021,, le premier prix au Concours International de Musique de Chambre Trio di Trieste en 2022, puis en 2023, le 1er prix au Concours international de musique de chambre de Lyon ainsi que le troisième prix au Concours international de musique de l'ARD à Munich,. En décembre 2023, le pianiste Kojiro Okada rejoint le Trio Pantoum, succédant à Virgile Roche,,.
Le trio s’est produit dans des salles prestigieuses en Europe, notamment le Concertgebouw d'Amsterdam, la Philharmonie de Paris, Flagey en Belgique, l'Opéra de Monte-Carlo,,, le Prinzregententheater de Münich, l'Izumi Hall d'Osaka, le Théâtre des Bouffes du Nord, et la Seine Musicale à Paris.
Le trio participe régulièrement à de nombreux festivals, parmi lesquels le festival international de piano de la Roque d'Anthéron, le Festival Radio France Occitanie Montpellier, la série de concerts Micat in Vertice de l'Académie musicale Chigiana de Sienne, le Festival de Flandre de Gent, le Bologna Festival, ou encore le Festival de la Chaise-Dieu.
L'Orchestre Français des Jeunes invite l'ensemble à rencontrer les jeunes musiciens et musiciennes sur le Triple Concerto de Beethoven lors d'une série de concerts en 2024 sous la direction de Julien Chauvin. Le trio a également collaboré avec des artistes tels que Pierre Fouchenneret (violon), Miguel Da Silva (alto) et Ann Lepage (clarinette),,.
En 2024, le trio signe avec le label La Dolce Volta. Son premier album, Modern Times: Ravel, Arensky & Srnka explore un répertoire mêlant des œuvres du XXe siècle et des pièces contemporaines.

## Style et réception critique
Le trio a été salué par la critique pour son interprétation raffinée et sa cohésion musicale. Leur performance au Concours international de musique de chambre de Lyon en avril 2023 a été particulièrement remarquée, leur valant le premier prix et des opportunités de développement de carrière. La Philharmonie de Paris déclare que le trio "s’est imposé ces dernières années comme l’une des meilleures jeunes formations chambristes actuelles".
« Les Pantoum excellent et achèvent ces images poétiques avec les deux premiers mouvements du trio de Ravel : vagues de nuances, subtils relais de timbres et, surtout, formidable complicité. » – Anne Ibos-Augé, Diapason, 22 mai 2024
Le nom "Pantoum" fait référence à une forme poétique malaise popularisée en France au XIXᵉ siècle, également utilisée par Maurice Ravel dans le deuxième mouvement de son Trio avec piano. Cette appellation reflète l'intérêt du trio pour les structures artistiques complexes et leur volonté d'explorer des formes musicales innovantes.
Leur premier album Modern Times : Ravel, Arensky & Srnka reçoit un accueil favorable de la part de la critique.
« Dans cette traversée musicale, le Trio Pantoum révèle la transparence quasi orchestrale de Ravel, le lyrisme fougueux d’Arensky et la mécanique poétique et déroutante de Srnka. Trois visions, trois écritures, trois défis relevés avec une maturité remarquable par ces jeunes musiciens déjà récompensés sur les grandes scènes internationales. » – Pierre Gervasoni, Le Monde, 11 avril 2025
« Le Trio Pantoum a attendu neuf ans pour publier son premier album et manifester ainsi son attachement à Ravel. Son interprétation paraît aussi anticonformiste que la partition. Passionnée sans excès, d’une grande plasticité sans verser dans l’abstraction, finement ciselée tout en recherchant un maximum de grandeur, la réalisation des Pantoum relève brillamment le défi des contrastes ravéliens. » – Le Disque classique du jour, France Musique, 16 avril 2025
« [Une] entrée fracassante dans la discographie. » – Marie-Aude Roux, Le Monde, 5 mai 2025